# 密腺羽节蕨
密腺羽节蕨（学名：Gymnocarpium robertianum）为蹄盖蕨科羽节蕨属下的一个种。